# (73162) 2002 GA151
(73162) 2002 GA151 – planetoida z pasa głównego asteroid okrążająca Słońce w ciągu 3,49 lat w średniej odległości 2,3 j.a. Odkryta 14 kwietnia 2002 roku.